# Farmacia Catena
Catena este o rețea de farmacii din România, parte a Grupului Fildas-Catena. Grupul este condus de fondatoarea Anca Vlad, în calitate de președinte, și de fiul acesteia, Alexandru Vlad. La începutul anului 2025, rețeaua avea aproximativ 1.000 de unități la nivel național.

## Istoric
Grupul a fost fondat în 1991 prin compania Fildas Trading care se ocupa de distribuția produselor farmaceutice. În 1999, Fildas a achiziționat societatea Argeșfarm din Pitești, aflată în proces de privatizare. Ulterior, rețeaua de farmacii a fost redenumită Catena, inspirată de la termenii „legătură chimică” în româmnă și „lanț” în latină și italiană.
În 2017, Catena a depășit 650 de unități, iar în 2018 a ajuns la 750. În prezent, aceasta este una dintre cele mai extinse rețele de farmacii din România.

## Grupul Catena
Grupul Catena este format din:
- Fildas Trading

- Catena Pharma
- Catena Management

## Produse
Catena comercializeză mai multe mărci proprii:
- Naturalis - lansată în 2005, include suplimente și produse cosmetice.
- Benesio - lansată în 2016, bazată pe produse dezvoltate clinic.[7]
- Assista - cuprinde dispozitive medicale și produse de îngrijire.[7]
- Adora - marcă pentru îngrijirea non-născuților și mamelor.

## Premii
Catena a fost premiată:
- Best Buy Awards – Cel mai bun raport preț/calitate[8]
- Qudal – Distincție pentru calitate superioară.[9]
- Superbrand al business-urilor din România – Recunoaștere pentru impactul în industrie.[10]